# Trångribbad mulmstyltfluga
Trångribbad mulmstyltfluga (Systenus pallipes) är en tvåvingeart som först beskrevs av Roser 1840.  Trångribbad mulmstyltfluga ingår i släktet Systenus och familjen styltflugor. Arten är reproducerande i Sverige. Inga underarter finns listade i Catalogue of Life.